# Elección presidencial de Alemania de 1932
La elección presidencial de Alemania de 1932 tuvo lugar, en su segunda ronda, el día 10 de abril de 1932, con el propósito de elegir al Reichspräsident. Fue la tercera y la última elección presidencial de Alemania (de carácter popular), ya que Hitler ocupó el cargo al morir Hindenburg, y desde 1949 el presidente ha sido electo de manera indirecta.
La primera ronda se celebró el 13 de marzo del mismo año, y como resultado accedieron a la segunda ronda el candidato comunista Ernst Thälmann, el candidato nacionalsocialista Adolf Hitler y el mariscal Paul von Hindenburg, que buscaba la reelección. Tras la segunda ronda, Hindenburg fue reelegido presidente de Alemania.

## Antecedentes
En la República de Weimar, el presidente (Reichspräsident) podía nombrar al canciller (Reichskanzler), disolver la principal cámara del Parlamento (Reichstag) y permitir que el canciller gobernase mediante decretos de emergencia. Ese cargo había sido aspirado por Adolf Hitler desde 1925, cuando el general Erich Ludendorff se presentó a las elecciones presidenciales de 1925 respaldado por el Partido Nazi, pero fue derrotado. El mariscal Paul von Hindenburg logró la victoria en esta ocasión, apoyado por una coalición de partidos nacionalistas. 
Desde 1930, el presidente Hindenburg había recurrido al artículo 48 de la constitución alemana de 1919, permitiendo que el canciller gobernase sin aprobación del Reichstag, ya que desde esa fecha ningún Gobierno había sido capaz de alcanzar una mayoría parlamentaria. De esta manera, el anciano Hindenburg nombraba y destituía cancilleres, siendo manipulado por los colaboradores de su entorno, entre los que destacaban: el general Kurt von Schleicher, Otto Meißner, Franz von Papen y su hijo Oskar von Hindenburg.
Para 1932, el canciller Heinrich Brüning estaba preocupado por el incremento de popularidad de los nazis, que habían obtenido más de seis millones de votos en las elecciones parlamentarias de 1930. El general Schleicher, artífice del ascenso de Brüning, también creía que la inestabilidad política terminaría con la República de Weimar, y que esta caída estaría marcada por la llegada al poder del nazismo o el comunismo.
La avanzada edad de Hindenburg indicó a Brüning que éste no sobreviviría a un segundo término en caso de que el presidente buscase la reelección. Para ganar tiempo, Brüning decidió extender el período de Hindenburg hasta su muerte natural, pero necesitaba la aprobación de dos tercios del Reichstag, en el que los nazis eran la segunda fuerza política con un 18,3 %, después de los socialdemócratas, que tenían un 24,5 %.
El 7 de enero de 1932, Brüning se reunió con Hitler para persuadirlo de apoyar el alargamiento del período de Hindenburg, pero después de varios días, Hitler rehusó. Luego se comunicó con Hindenburg y le indicó que los nazis lo apoyarían en su reelección sólo si destituía a Brüning como canciller. Hindenburg rehusó, pero la posición de Brüning estaba lejos de estar segura, ya que Hindenburg y Schleicher consideraban que el canciller había manejado la negociación con los nazis de manera incorrecta.

## Campaña electoral

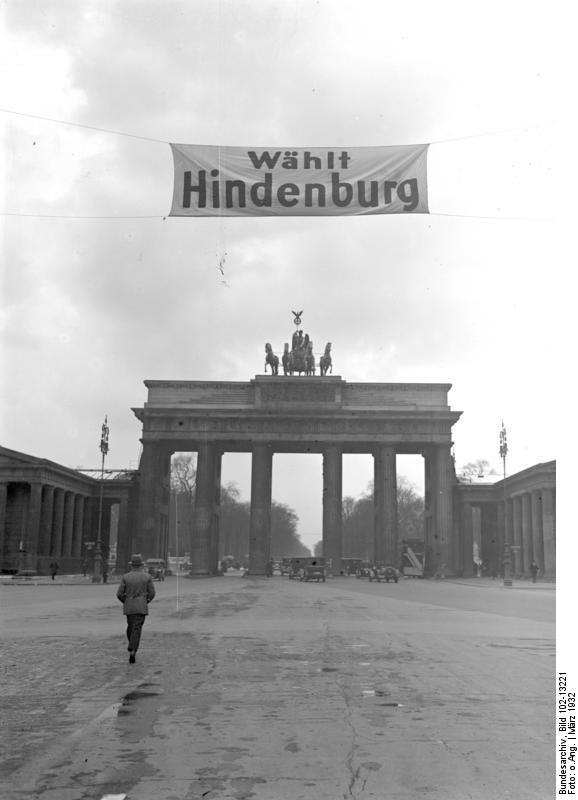
Propaganda electoral de Hindenburg cerca de la Puerta de Brandeburgo.

Habiendo quedado claro que Hindenburg buscaría la reelección, Hitler se debatió largamente sobre sí debía apoyarlo o postularse en su contra. El hecho de que Hitler no fuera ciudadano alemán complicaba aún más la situación. El 15 de febrero, Hindenburg se presentó oficialmente como candidato para la presidencia y una semana después, Hitler se postuló también. Dos días antes de su postulación, Hitler había logrado que el ministro de Interior de Brunswick, miembro del Partido Nazi, le asignara un cargo público, y automáticamente se convirtió en ciudadano alemán.
En una nación dividida políticamente, esta elección se caracterizó por las contradicciones entre los candidatos y los grupos que los apoyaban. El hecho de que Hindenburg recibiera el apoyo de los socialistas, católicos y centristas, estos últimos ligados a Brüning, revela el esfuerzo de estos grupos para evitar que Hitler ganase las elecciones. Por su parte, Hitler recibió el apoyo de protestantes del norte, conservadores, y monarquistas.
El DNVP, principal partido nacionalista hasta 1930, y los junkers de Prusia apoyaron a Theodor Duesterberg, segundo presidente de la organización paramilitar Cascos de Hierro (Stahlhelm). Los nazis revelaron poco después que Duesterberg era bisnieto de un judío, en un intento exitoso de minar su popularidad.
El Partido Comunista apoyó a Ernst Thälmann, luego de acusar a los socialdemócratas de haber traicionado a los trabajadores al apoyar a Hindenburg.
Por último, Gustav A. Winter se presentó como candidato independiente, apoyado por los Inflationsgeschädigten (dañados por la inflación).
Los nazis se lanzaron de lleno en estas elecciones, llegando a distruibuir ocho millones de panfletos y doce millones de copias adicionales de periódicos simpatizantes durante la campaña. Sin embargo, la mayor parte de la prensa estaba en contra de Hitler. Emil Kirdorf y Fritz Thyssen, "barones industriales", apoyaron a Hitler en esta elección, como ya habían hecho en el pasado.
Por otro lado, Brüning abusó de los medios de comunicación estatales para promocionar la reelección de Hindenburg. No obstante, el anciano presidente solamente realizó un discurso en toda la campaña. Hindenburg recibió el apoyo de los más grandes magnates alemanes, entre los que destacan los directores de la compañía eléctrica Siemens y la química IG Farben. Los banqueros también apoyaron al presidente en su reelección.

## Primera vuelta

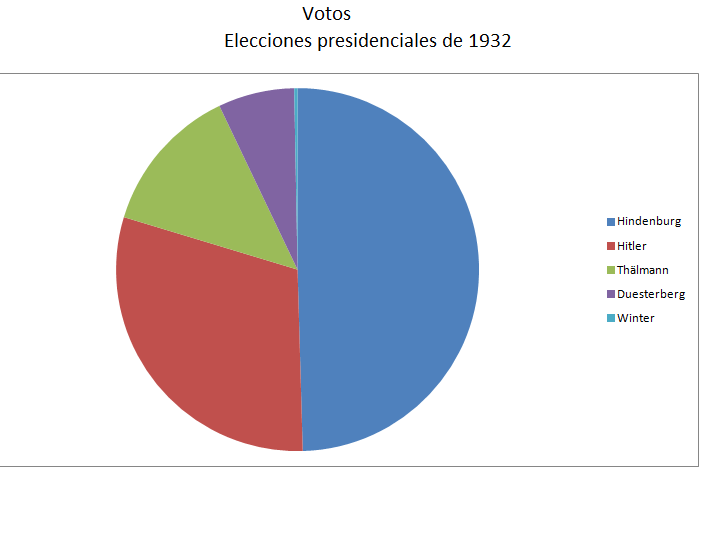
Resultado de la primera vuelta de las elecciones presidenciales.

El 13 de marzo de 1932 se realizó la primera vuelta de la elección presidencial.
| # | Candidato           | Apoyado por           | Electores  | % de votos válidos |
| - | ------------------- | --------------------- | ---------- | ------------------ |
| 1 | Paul von Hindenburg | SPD                   | 18.651.497 | 49.6%              |
| 2 | Adolf Hitler        | NSDAP                 | 11.339.446 | 30.1%              |
| 3 | Ernst Thälmann      | KPD                   | 4.983.341  | 13.2%              |
| 4 | Theodor Duesterberg | DNVP                  | 2.557.729  | 6.8%               |
| 5 | Gustav A. Winter    | Inflationsgeschädigte | 111.423    | 0.3%               |
| 6 | Otros candidatos    | -                     | 4.881      | 0.0%               |

El ganador debía obtener la mayoría absoluta para no tener que ir a una segunda vuelta, pero Hindenburg no logró obtenerla por 0.4 %. El Partido Nazi aumentó su número de votantes en un 86 %, por lo que representaba unos cinco millones más de simpatizantes, no obstante, Hitler estaba muy lejos de alcanzar a Hindenburg.
Tras las elecciones, la policía prusiana reveló a Brüning documentos que mostraban que las SA dirigidas por Ernst Röhm planeaban ejecutar un golpe de Estado después de estas. El 5 de abril, los Gobiernos regionales de Prusia y Baviera presionaron al Gobierno central para que prohibiera a las SA. Brüning esperó hasta la segunda vuelta, ya que consideró que entonces podría actuar libremente contra las SA, con el Partido Nazi derrotado.

## Segunda vuelta

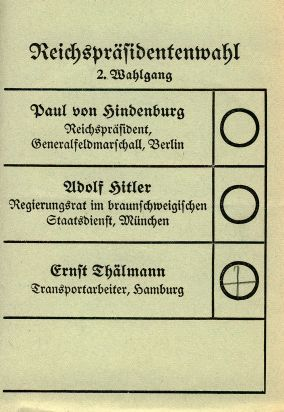
Cartón electoral de la segunda vuelta.

Para la segunda vuelta, Winter y Duesterberg se retiraron, y los nacionalistas apoyaron a Hitler entonces. El príncipe heredero Guillermo de Prusia apoyó a Hitler públicamente en esta última etapa, aunque él, como la mayoría de los príncipes de Hohenzollern, habían apoyado a Duesterberg en la primera vuelta. Fue en esta etapa que Hitler prometió: "En el Tercer Reich, toda chica alemana encontrará un esposo."
El 10 de abril de 1932 se realizó la segunda vuelta de la elección presidencial.
| # | Candidato           | Apoyado por | Electores  | % de votos válidos |
| - | ------------------- | ----------- | ---------- | ------------------ |
| 1 | Paul von Hindenburg | SPD         | 19.359.983 | 53.0 %             |
| 2 | Adolf Hitler        | NSDAP, DNVP | 13.418.547 | 36.8 %             |
| 3 | Ernst Thälmann      | KPD         | 3.706.759  | 10.2 %             |
| 4 | Otros candidatos    | -           | 5.472      | 0.0 %              |

Hindenburg fue reelegido por más del 50 % de los votantes. El NSDAP y el KPD, salieron derrotados de esta elección por amplia mayoría.

## Consecuencias
Esta derrota hizo creer a Röhm que Hitler y el nazismo estaban en decadencia. Röhm contactó a Schleicher, e iniciaron negociaciones para entregarle el mando de las SA. Röhm quería favorecer a Schleicher, ya que creía que solamente se podría salvar a Alemania con un Gobierno militar. El canciller Brüning también creía que el nazismo estaba debilitado, y luego de que el general Wilhelm Groener, ministro de Defensa y aliado de Brüning, rechazará el mando estatal de las SA, Brüning persuadió a Hindenburg para que las prohibiera. El recién reelecto presidente firmó el decreto el 13 de abril.
Sin embargo, la disolución de las SA nunca se llevó a cabo, ya que inesperadamente, el general Schleicher acudió en ayuda de Hitler. El general Kurt von Hammerstein-Equord, jefe de Estado Mayor del Reichswehr y amigo de Schleicher, informó a los comandantes de los distritos militares que el Ejército no apoyaba la medida. Luego Schleicher minó la posición de su antiguo tutor, el general Groener, acusándolo de pacifista y marxista, así como de haber tenido relaciones sexuales premaritales. Schleicher también resaltó la contradicción gubernamental al prohibir las SA y no las Reichsbanner, su equivalente socialdemócrata.
La razón de este aparente cambio de actitud en Schleicher se debe a su creencia en que, si los nazis llegaban al poder, él sería capaz de controlar a Hitler.
Los planes de Schleicher funcionaron inicialmente. El 13 de mayo, Groener renunció, luego de que Hindenburg le retirara su apoyo. A pesar de los grandes esfuerzos que Brüning había realizado para la reelección de Hindenburg, el presidente siguió teniendo una mala opinión del canciller y le retiró el apoyo cuando Schleicher lo atacó. El 29 de mayo, Brüning renunció por petición de Hindenburg. Brüning llevaba días buscando formar un nuevo gabinete, sin percatarse que Hindenburg y Schleicher le habían dado la espalda.
Luego de una entrevista con Hitler, Hindenburg nombró canciller a Franz von Papen. Schleicher había arreglado este nombramiento y había prometido a Hitler que este Gobierno era de transición para el eventual nombramiento de Hitler como canciller. El recién nombrado canciller disolvió el Reichstag y llamó a nuevas elecciones parlamentarias, de acuerdo a lo pactado con los nazis. El 15 de junio la prohibición de las SA fue anulada, que también era parte del pacto.
En las elecciones parlamentarias de julio, el Partido Nazi obtuvo 230 asientos en el Reichstag. El 13 de agosto, primero Schleicher y luego Hindenburg le negaron la cancillería a Hitler. Éste contactó a los católicos centristas, con el objetivo de asustar a Papen y Schleicher haciéndoles creer que los nazis obtendrían la mayoría absoluta en el Reichstag.
Entonces, Papen obtuvo un decreto de Hindenburg para disolver el Reichstag, que inició sesiones el 12 de septiembre. En la primera sesión, se realizó una votación para emitir una moción de censura contra Papen. Aunque Papen hizo uso del decreto de disolución del Reichstag antes de la votación, el presidente del Reichstag, Hermann Göring, no le prestó atención hasta después de la votación. Finalizada la votación, Göring le dijo a Papen que el decreto no tenía válidez porque acababa de ser destituido.
El Reichstag fue disuelto de nuevo, y se llamaron a nuevas elecciones para el 6 de noviembre. En las elecciones parlamentarias de noviembre, el Partido Nazi obtuvo 190 asientos en el Reichstag; perdieron dos millones de votantes, que fueron a parar en otros partidos nacionalistas.
Luego de la derrota electoral de los nazis, Schleicher decidió deshacerse de Papen, que renunció el 17 de noviembre. El 1 de diciembre, Schleicher logró hacerse con la cancillería, luego de asegurar que podía lograr que varios miembros nazis del Reichstag abandonaran a Hitler, así como lograr el apoyo de los socialdemócratas. Schleicher ofreció el puesto de vicecanciller a Gregor Strasser, un líder nazi. La pésima situación financiera del Partido Nazi y la caída de popularidad del movimiento hicieron resurgir las viejas rencillas entre Strasser y Hitler. Strasser amenazó con dividir el partido; solamente la acción rápida de Hitler y la oportuna propaganda de Goebbels lograron evitar esto, frustrando el objetivo de Schleicher.
El 4 de enero de 1933, Papen se reunió con Hitler, y después de buscar una solución a las dificultades financieras del Partido Nazi, ofreció un gobierno conjunto entre los nazis. El 23 de enero, Schleicher informó a Hindenburg que no había sido capaz de obtener una mayoría en el Reichstag y reconoció no haber podido dividir a los nazis. Sin el apoyo de Hindenburg, Schleicher tuvo que renunciar cinco días después. Hindenburg consultó a Papen sobre el nuevo canciller, y éste aseguró que podría formar un Gobierno si nombraba a Hitler.
El 30 de enero de 1933, Hitler fue nombrado canciller por Hindenburg.
Ernst Röhm, Gregor Strasser y Kurt von Schleicher murieron durante la noche de los cuchillos largos en 1934. Heinrich Brüning tuvo que escapar para no sufrir el mismo destino. Franz von Papen fue marginado rápidamente en el Gobierno de Hitler, y varios amigos y colaboradores suyos fueron ejecutados en la noche de los cuchillos largos, no obstante, él continuó desempeñando cargos después. Papen fue juzgado en los juicios de Núremberg pero fue absuelto.
Ernst Thälmann fue asesinado en el campo de concentración de Buchenwald en 1944.